# Вороньи Лудки
Вороньи Лудки — группа островов в Баренцевом море. Административная принадлежность — Кольский район Мурманской области, Россия.

## География
Вороньи Лудки представляют собой группу островов, расположенных в юго-центральной части Баренцева моря, вдоль северного побережья Кольского полуострова, отделены от него проливом (примерно 500 м по максимальной приближенности). Административная принадлежность — Кольский район Мурманской области.

## Описание
Группа островов Вороньи Лудки состоит из 5 основных островов и нескольких скал, расположенных недалеко от побережья. Располагаются к северу-востоку от устья реки Воронья и одноимённого залива — Воронья Губа. В длину составляют порядка 1,9 км и достигают максимальной высоты 20,1 м над уровнем моря (на основном острове).
Если смотреть расположение островов с северо-запада на юго-восток, то оно следующее:
- Острова Малые Воронухи[5] — представлены 3 островами и пятью скалами в 160 м к северу-западу от от Больших Воронух. Самым крупным является южный остров, имеет овальную форму, длина 280 м и ширина — 110 м, высотой до 10,1 м над уровнем моря. Средний имеет размер 150 м длиной и 75 м шириной (69°12′11″ с. ш. 35°48′11″ в. д.HGЯO). Самый северный из этих островов имеет длину 180 м и ширину 105 м.
- Остров Большие Воронухи[6] является самым крупным в группе, расположен в центре, неправильной формы, длиной 550 м, шириной 450 (в западной части), удален от материка на 820 м. Самая высокая точка из всей группы находится на юге. Здесь расположен геодезический пункт, маяк[7]. Севернее есть ещё одна, но уже не такая высокая точка высотой 18,8 м над уровнем моря (69°12′00″ с. ш. 35°48′57″ в. д.HGЯO).
- Остров Баклан — самый южный и близлежащий к континенту остров. Имеет вытянутую форму, длина 300 м, ширина 80 м, высота 13 м над уровнем моря (69°11′39″ с. ш. 35°50′06″ в. д.HGЯO). Расположен в 500 м к юго-востоку от Больших Ворунух.

По соседству с Вороньими Лудками находятся такие острова как: Гавриловские острова (расположены в 3,25 км к юго-востоку, группа из 15 островов и скал, высотой до 53,4 м над уровнем моря), Каргопольская Луда (между Бакланом и Большим Гавриловским островом, в 100 м к северу от мыса Ремягинсктго), Зеленеющий остров в 8,4 км к западу, в центре Зелененного залива, максимальная высота 27,8 м, (69°12′31″ с. ш. 35°34′45″ в. д.).

## Фауна
Острова (Большие и Малые Воронухи) является местом обитания и размножения cерых тюленей.

## Флора
Из редких обителей флоры на Вороньих Лудках произрастает мниум годовалый (Mnium hornum Hedw.).